# Inukjuak
Inukjuak (en inuktitut ᐃᓄᒃᔪᐊᒃ, Inujjuaq o Inukjuaq en alfabeto latino) es una localidad situada en la región administrativa de Nord-du-Québec, en la provincia de Quebec (Canadá). Una grafía más antigua es Inoucdjouac; su antiguo nombre era Port Harrison.
Inukjuak es el segundo asentamiento inuit más grande de la región de Nunavik, con una población de 1.757 habitantes (2016). El pueblo está situado en la costa este de la bahía de Hudson, en la orilla norte de la desembocadura del río Innuksuac. Sus habitantes se denominan Inukjuamiuq.
No es accesible por carretera, pero sí lo es por barco en verano y por avión durante todo el año gracias al aeropuerto de Inukjuak.

## Etimología
Literalmente, Inukjuaq significa en inuktitut "hombre grande", es decir, "gigante": de Inuk ("hombre") y juaq ("grande").

## Historia

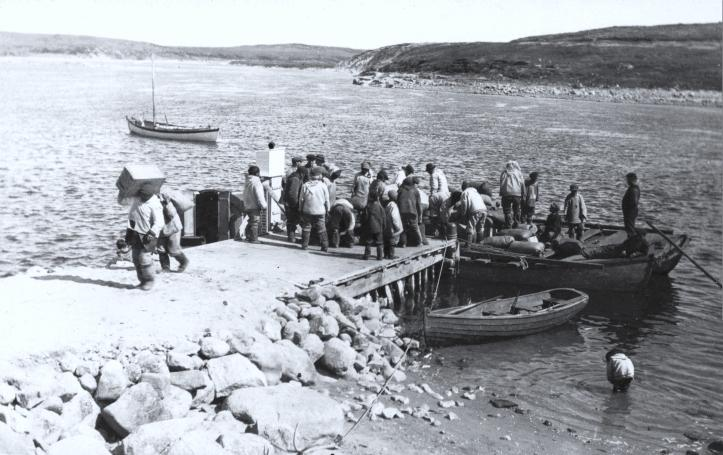
Port Harrison en 1922

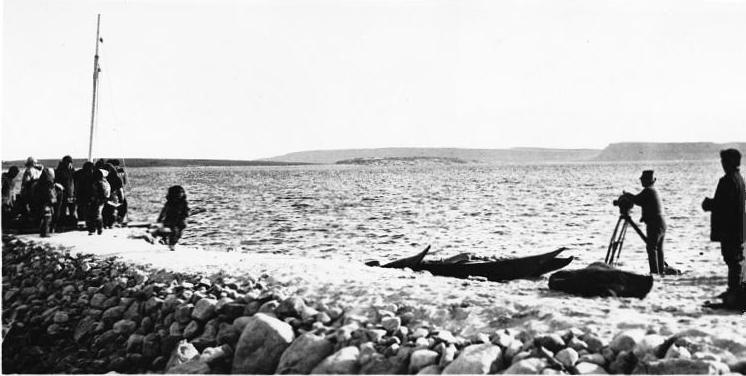
Robert Flaherty filmando Nanuk, el esquimal en Port Harrison (1920-1921)

Numerosos hallazgos arqueológicos realizados en los alrededores del asentamiento indican que la zona ha estado habitada por los inuit durante mucho tiempo.
A principios del siglo XX, la empresa francesa de comercio de pieles Révillon Frères instaló  un puesto en Inukjuak, entonces llamado Port Harrison. Para competir con ellos, la Compañía de la Bahía de Hudson abrió otro puesto en 1920. Ese mismo año, Révillon Frères pagó a Robert J. Flaherty para que filmara Nanuk, el esquimal (estrenada en 1922) en la zona de Inukjuak.
La Compañía de la Bahía de Hudson compró Révillon Frères en 1936 y mantuvo el monopolio comercial hasta 1958. En 1927 se estableció una misión anglicana. En 1935, el gobierno federal abrió una comisaría de la Real Policía Montada de Canadá y una oficina de correos, en 1947 una enfermería y en 1951 una escuela. Desde entonces, los inuit empezaron a abandonar su tradicional modo de vida nómada y a asentarse permanentemente en la comunidad. En 1962 se fundó una cooperativa.
En 1953, el gobierno canadiense reubicó a algunos de los lugareños a Resolute y Grise Fiord (entonces pertenecientes administrativamente a los Territorios del Noroeste, ahora en Nunavut). Esta reubicación ha sido una fuente de controversia: por un lado, se ha descrito como un gesto humanitario para salvar la vida de los hambrientos nativos y permitirles continuar un estilo de vida de subsistencia; y, por otro lado, se ha apuntado que se trató de una migración forzada para reafirmar la soberanía canadiense del Archipiélago Ártico en el contexto de la Guerra Fría. Esto provocó la separación de las familias y grandes dificultades entre las personas reubicadas, que tuvieron que enfrentarse a unas condiciones mucho más severas.
Inukjuak se estableció legalmente como municipio el 7 de junio de 1980.
Inukjuak fue el primer pueblo de Nunavik en contar con servicios policiales. En 1936 se implantó la Real Policía Montada de Canadá, que fue sustituida en 1961 por la Sûreté du Québec y, posteriormente, por la Policía Regional de Kativik en 1996.

## Demografía

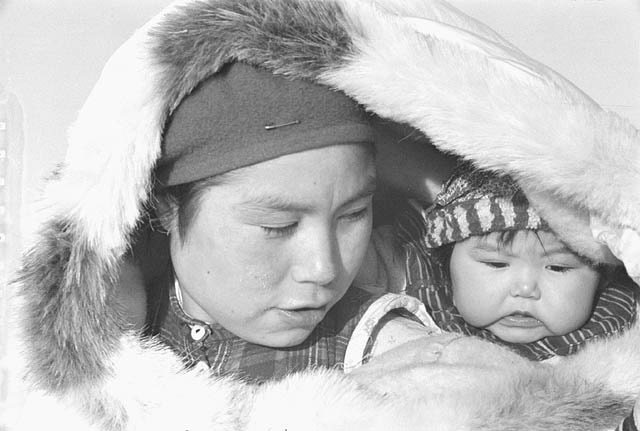
Martha Nulukie y su hija Louisa (1947).

### Evolución demográfica
| 660                          | 1184 | 1294 | 1597 | 1597 | 1757 |
| (Fuente: Statistique Canada) |      |      |      |      |      |

### Idiomas
En Inukjuak, según el Instituto de Estadística de Quebec, el idioma más hablado en el hogar en 2011 es el inuktitut con un 94,67%, seguido del inglés con un 3,76% y el francés con un 1,57%.

## Clima
Inukjuak posee un clima polar con una temperatura media de 9,4 °C durante el mes de julio y de -25,8 °C en el mes de febrero. El clima se ve condicionado por la congelación de la somera bahía de Hudson y por unos veranos muy suaves. Por ello, Inukjuak tiene un clima extremadamente frío con respecto a su latitud, sobre todo si se tiene en cuenta su ubicación marítima. En latitudes similares de Escandinavia, en el norte de Europa, o en el extremo más septentrional de la Escocia continental, los veranos son cerca de 10 °C más cálidos y los inviernos rondan el punto de congelación, lo que da cuenta de su gélido  clima.
| Parámetros climáticos promedio de Inukjuak | Parámetros climáticos promedio de Inukjuak | Parámetros climáticos promedio de Inukjuak | Parámetros climáticos promedio de Inukjuak | Parámetros climáticos promedio de Inukjuak | Parámetros climáticos promedio de Inukjuak | Parámetros climáticos promedio de Inukjuak | Parámetros climáticos promedio de Inukjuak | Parámetros climáticos promedio de Inukjuak | Parámetros climáticos promedio de Inukjuak | Parámetros climáticos promedio de Inukjuak | Parámetros climáticos promedio de Inukjuak | Parámetros climáticos promedio de Inukjuak | Parámetros climáticos promedio de Inukjuak |
| Mes                                        | Ene.                                       | Feb.                                       | Mar.                                       | Abr.                                       | May.                                       | Jun.                                       | Jul.                                       | Ago.                                       | Sep.                                       | Oct.                                       | Nov.                                       | Dic.                                       | Anual                                      |
| ------------------------------------------ | ------------------------------------------ | ------------------------------------------ | ------------------------------------------ | ------------------------------------------ | ------------------------------------------ | ------------------------------------------ | ------------------------------------------ | ------------------------------------------ | ------------------------------------------ | ------------------------------------------ | ------------------------------------------ | ------------------------------------------ | ------------------------------------------ |
| Temp. máx. abs. (°C)                       | 1.9                                        | 5.0                                        | 4.8                                        | 9.6                                        | 26.8                                       | 30.0                                       | 30.0                                       | 27.6                                       | 27.1                                       | 16.7                                       | 8.3                                        | 16.1                                       | 30.0                                       |
| Temp. máx. media (°C)                      | -21.0                                      | -21.6                                      | -16.3                                      | -7.1                                       | 1.2                                        | 8.4                                        | 13.2                                       | 12.5                                       | 7.7                                        | 2.0                                        | -4.2                                       | -15.0                                      | -3.4                                       |
| Temp. media (°C)                           | −24.8                                      | −25.8                                      | −21.2                                      | -11.7                                      | -1.9                                       | 4.6                                        | 9.4                                        | 9.2                                        | 5.1                                        | -0.3                                       | -7.4                                       | −18.9                                      | -7.0                                       |
| Temp. mín. media (°C)                      | -28.6                                      | -29.9                                      | -26.1                                      | -16.3                                      | -5.1                                       | 0.8                                        | 5.5                                        | 5.9                                        | 2.5                                        | -2.6                                       | -10.6                                      | -22.7                                      | -10.6                                      |
| Temp. mín. abs. (°C)                       | -46.1                                      | -49.4                                      | -45.0                                      | -35.2                                      | -25.6                                      | -9.4                                       | -6.7                                       | -2.8                                       | -11.1                                      | -22.8                                      | -33.9                                      | -43.3                                      | -49.4                                      |
| Precipitación total (mm)                   | 14.4                                       | 11.6                                       | 15.5                                       | 22.6                                       | 27.0                                       | 38.2                                       | 60.1                                       | 61.1                                       | 70.1                                       | 58.6                                       | 50.6                                       | 30.3                                       | 459.9                                      |
| Lluvias (mm)                               | 0.0                                        | 0.1                                        | 0.1                                        | 3.6                                        | 12.6                                       | 33.6                                       | 59.5                                       | 61.1                                       | 62.2                                       | 28.2                                       | 3.2                                        | 0.4                                        | 264.6                                      |
| Nevadas (cm)                               | 15.0                                       | 12.0                                       | 16.1                                       | 19.4                                       | 14.6                                       | 4.4                                        | 1.0                                        | 0.0                                        | 7.5                                        | 32.6                                       | 50.0                                       | 32.0                                       | 204.5                                      |
| Días de lluvias (≥ 0.2 mm)                 | 0.09                                       | 0.04                                       | 0.09                                       | 1.2                                        | 4.5                                        | 8.5                                        | 12.8                                       | 15.1                                       | 16.2                                       | 8.6                                        | 1.2                                        | 0.13                                       | 68.5                                       |
| Días de nevadas (≥ 0.2 cm)                 | 10.8                                       | 9.2                                        | 9.3                                        | 9.9                                        | 8.4                                        | 3.6                                        | 0.26                                       | 0.13                                       | 5.0                                        | 15.6                                       | 20.3                                       | 15.3                                       | 107.8                                      |
| Horas de sol                               | 63.5                                       | 122.5                                      | 182.5                                      | 183.2                                      | 159.4                                      | 209.4                                      | 226.0                                      | 171.7                                      | 97.9                                       | 50.4                                       | 31.8                                       | 35.2                                       | 1533.5                                     |
| Fuente: Environment Canada                 |                                            |                                            |                                            |                                            |                                            |                                            |                                            |                                            |                                            |                                            |                                            |                                            |                                            |

## Educación
El Consejo Escolar de Kativik administra la escuela Innalik.

## Personalidades
El escritor Markoosie Patsauq y la trabajadora comunitaria y cronista Martha Malaya Inukpuk son originarios de Inukjuak.
El arte inuit constituye una importante fuente de ingresos para Inukjuak. Artistas como Levi Amidlak (1931), Jimmy Inaruli Arnamissak (1946), Elisapee Inukpuk (1938) o Johnny Inukpuk (1911-2007) gozan de un gran prestigio entre los coleccionistas.